# Les Trois Fantômes de Tesla
Les Trois Fantômes de Tesla est une série de bande dessinée fantastique française créée par le dessinateur Guilhem et le scénariste-coloriste Richard Marazano, publiée depuis le 1er juillet 2016 dans L'Immanquable est sortie en album en 2016 par Le Lombard.
Officiellement sélectionné au festival d'Angoulême 2017, le premier tome Le Mystère Chtokavien est nommé dans la catégorie du prix du public.

## Description

### Résumé
En plein été 1942, à New York, le reporter du Daily Worker T.S. Billing enquête sur l'étrange disparition du scientifique Nikola Tesla.
Au même instant, à Manhattan, le jeune adolescent Travis aide sa mère à aménager dans un nouvel appartement et, très vite, rencontrera un énigmatique voisin de palier par qui l'aventure « aux ramifications scientifiques terribles et galvanisantes » va commencer...

### Personnages
Travis CooleyLe jeune adolescent de douzaine d'années, débarque dans un nouvel appartement en plein milieu de l'East Side de Manhattan avec sa mère. Sur le même palier, il rencontre un mystérieux voisin nommé Kaolin Slate qui refuse toute visite et a pourtant une lettre importante à lui transmettre : il s'agit d'un code illisible alors que c'est écrit en chtokavien, principal des trois dialectes de la langue désignée traditionnellement par le terme « serbo-croate ». Grâce à ses expériences mathématiques, il se voit confié par ce vieillard qu'il découvre alors peu à peu.
Kaolin SlateL'énigmatique voisin de Travis Cooley qui, cachant sous l'anagramme, n'est autre que Nikola Tesla, scientifique considéré comme l’un des plus grands ingénieurs-découvreurs de son temps. Dans la bande dessinée, il est mort mais utilise son corps transmigré d'une façon fantomatique.
L'inspecteur KellyDu Bureau fédéral, il a pour charge d'élucider sur les meurtres mystérieux ayant lieu à New York.
T.S. BillingLe reporter du Daily Worker cherche un rassemblement possible entre la disparition de Nikola Tesla et les disparitions de clochards sur les rives de l'East River, d'où jaillissent souvent des mystérieuses lumières.
RalphL'ami du quartier de Travis.
Mme Kathleen CooleyLa maman de Travis, veuve de son mari mort dans la guerre du pacifique. Elle travaille la nuit dans une usine.

### Clin d’œil
La couverture du premier tome, sur laquelle apparaissent en premier plan une mère et son fils stupéfaits de l’irruption des robots volants en plein ciel de New York, rappelle fortement à celle de L'Énigme de l'Atlantide, une des aventures de Blake et Mortimer signée Edgar P. Jacobs (1955), et le titre symétriquement encadré à l'Art déco s'identifie aux récits fantastiques ou de la science-fiction comme l'on peut apercevoir dans le film Capitaine Sky et le Monde de demain (Sky Captain and the World of Tomorrow) de  Kerry Conran (2004).

## Postérité

### Accueil critique
À propos du premier tome Le Mystère Chtokavien, MBerthold du site Sceneario assure que le « réalisme étonnant, nous plongeant dans cette atmosphère qui nous donne le frisson. La mise en page est dynamique, c'est bien rythmé et cela donne cette sensation d'être au cinéma. La reconstitution de cette période est fort réussie visuellement », ainsi que Lysiane Ganousse de L'Est républicain le voit « une aventure effectivement jules-vernienne en diable, où les ressorts de la SF s’associent à ceux de l’histoire, combinaison très prisée du roman populaire. Les prouesses de la technologie comme enjeux déterminant entre le bien et le mal… on se croirait presque chez Blake et Mortimer première génération ». Charles-Louis Detournay d'Actua BD découvre « un scénario habile porté par un graphisme éblouissant : un des coups de cœur de ce mois d'août ! (…) Ces infimes détails n’entachent pas l’excellente impression qui domine à la fin de la lecture de ce premier tome. (…) tous les éléments qui concluent cet opus nous promettent une série de haut niveau ! ». Pour Philippe Tomblaine de BD Zoom, le « premier opus d’une nouvelle série orientée thriller- SF, « Le Mystère Chtokavien » est une séduisante réussite qui fait des étincelles dès sa couverture ! ».
En revanche, pour le site 9e Art, le « seul bémol, l'élégance quasi-académique de cet album se fait au détriment du rythme, et ce premier tome se veut essentiellement introductif. Rien de bien rébarbatif, mais on sait que certains lecteurs pourraient ne pas pardonner aux Fantômes cette longue introduction, qui a toutefois pour elle quelques surprises et rebondissements bien distillés, qui l'empêchent de n'être qu'une simple préparation pour les tomes à venir », ainsi que Benjamin Roure de BoDoï avoue qu' « au-delà de la séduisante idée de départ, la trame est somme toute assez classique et emprunte des ressorts connus qui ont déjà prouvé leur efficacité. Mais globalement le charme opère, notamment grâce au dessin réaliste et léché de Guilhem ».

## Publication

### Périodiques
- L'Immanquable :
  - Le Mystère Chtokavien, du no 66 au no 68, dBD, juillet 2016[1]

### Albums
- 1 Le Mystère Chtokavien, Le Lombard, août 2016
Scénario et couleurs : Richard Marazano - Dessin : Guilhem - (ISBN 978-2-8036-3619-8)
- 2 La Conjuration des humains véritables, Le Lombard, août 2018
Scénario et couleurs : Richard Marazano - Dessin : Guilhem - (ISBN 978-2-8036-3663-1)
- 3 Les Héritiers du rayon, Le Lombard, juin 2022
Scénario et couleurs : Richard Marazano - Dessin : Guilhem - (ISBN 978-2-8036-7054-3)

## Distinctions
Nominations
- Festival d'Angoulême 2017 : sélection officielle - Prix du public
- Canal BD 2017 : Prix des libraires de bande dessinée
- Fnac 2017 : Prix de la BD Fnac
- ActuSF 2017 : Prix Actu SF
- Bulles d’Océan 2017 : Prix Bulles d'Océan
- Fnac 2017 : Prix FNAC BD Belgique
- Comics Festival Belgium 2017 : Prix Saint-Michel du meilleur scénario

### Internet
- Speed Drawing : Les trois fantômes de Tesla T. 1 - Storyboard de Marazano sur YouTube
- L'Art de… « Les Trois Fantômes de Tesla T1 : Le Mystère Chtokavien » de Philippe Tomblaine sur BD Zoom